# 公務人員退休撫卹基金管理局
公務人員退休撫卹基金管理局（簡稱基金管理局）為中華民國銓敘部所屬機關，負責公務人員退休撫卹基金之審議及考核；前身為1995年5月成立的公務人員退休撫卹基金管理委員會（簡稱基金管理委員會，為銓敘部所屬機關），2023年7月改制為公務人員退休撫卹基金管理局至今。

## 歷史
1943年，國民政府建立公務人員退休撫卹制度，為「恩給制」，政府負擔退撫經費。1994年12月28日，總統令，制定公布《公務人員退休撫卹基金管理條例》：第1條規定，政務官、教育人員及軍職人員之退休、退職、退伍撫卹基金，一併納入公務人員退休撫卹基金管理；第2條規定，設立「公務人員退休撫卹基金管理機關」，負責基金之審議、監督及考核、管理及運用。1995年5月1日，公務人員退休撫卹基金管理委員會成立，隸屬銓敘部。1995年7月1日，《公務人員退休撫卹基金管理條例》施行，公務人員退休撫卹制度改為「共同提撥制」，政府與公務人員共同繳費建立公務人員退休撫卹基金。
公務人員退休撫卹基金因投資臺灣股市，與勞工保險基金、勞工退休基金、郵政儲金基金合稱「四大基金」。2008年全球股災和金融風暴中，退撫基金淨值首見大幅縮水，獲益不如銀行定存。2009年年度國內委託經營之匯豐中華證券投資信託股份有限公司、復華證券投資信託股份有限公司、富邦證券投資信託股份有限公司、國泰證券投資信託股份有限公司、安泰證券投資信託股份有限公司及永豐證券投資信託股份有限公司等6家受託機構，操作績效自2009年6月8日委託日起至2010年6月底止，收益率分別為3.78%、2.68%、1.61%、0.27%、-1.04%及-7.21%，6家受託機構之收益率均未達該委託案所訂目標收益率（8.436%），亦均低於同期間大盤報酬率（6.89%）。2010年3月29日，立法委員蔡正元在立法院財政委員會提案要求金管會修法，要求所有政府基金經理人應具備證照資格，並比照民間共同基金經理人資格；立法院財政委員會決議，金管會應於2010年4月底前完成修法。2010年上半年整體收益狀況中已實現收益數為21.24億元，如果將已實現加計未實現，則損失數為253.17億元，期間投資報酬率為-5.769％。
2011年全年退撫基金受到歐債、日本大地震及美國信評遭降指數等影響，淨損失284.51億元，收益率為-5.89％。代為操盤的安泰投信不僅讓退撫基金踩到盈正地雷，還被發現當時的安泰投信專戶管理部副總經理謝青良有「人謀不臧」之嫌，造成退撫基金在盈正單一股票上就慘賠33％。2014年底止，加計未實現損益及備供出售金融資產投資評價損益後之收益數356.46億元，加計未實現損益及備供出售金融資產投資評價損益後之年化收益率為6.50%。依現行投資景況計算，軍人退撫基金可能將於2018年破產，教育人員退撫基金則於2026年破產。公教人員退撫基金監理委員會針對媒體報導澄清：軍公教三類人員退撫基金確實已於103年首度發生當年度收入及支出合計數不足情形，其差額約達33億元，其中軍職人員最早於100年度即出現收入不敷支出；教育人員則於103年亦發生收支短差情形，分析其原因主要是退撫基金已進入成熟期，支出已明顯擴大，收繳成長卻非常緩慢，以參加基金人數來看，99年為64萬人，103年已降為62萬人；相對的退撫支出卻大量增加，90年支領定期給與人數為5萬人，103年已攀升至26萬人，成長5倍，且基金現行提撥費率12％，已近10年未作調整，以致基金財務收支失衡。但103年如包含基金運用收益356億元，則尚有賸餘320億元，雖然可以預期在未來10-15年間會破產，但是在5年內的短期絕無立即破產危機。2018年上半年累計賺103.34億元，整體平均報酬率約為1.78％，其中國內投信代操部分表現較佳，但國外代操部分績效幾乎全軍覆沒。
2023年4月11月，立法院三讀通過《考試院組織法》修正草案、《銓敘部組織法》修正草案、《公務人員退休撫卹基金管理局組織法》草案，7月1日，公務人員退休撫卹基金管理委員會降編為公務人員退休撫卹基金管理局；公務人員退休撫卹基金監理委員會且併入銓敘部，業務改由銓敘部監理司負責。4月28日，經總統令公布廢止《公務人員退休撫卹基金管理委員會組織條例》；亦在同年12月6日，經總統令公布廢止《公務人員退休撫卹基金監理委員會組織條例》。

## 歷任首長

### 公務人員退休撫卹基金管理委員會主任委員
依《公務人員退休撫卹基金管理委員會組織條例》規定，公務人員退休撫卹基金管理委員會主任委員由銓敘部部長兼任。
| 姓名           | 任期                        |
| -------------- | --------------------------- |
| 毛高文         | 1995年5月-1996年9月         |
| 關中           | 1996年9月-2000年5月         |
| 吳容明         | 2004年6月-2008年8月         |
| 伍錦霖         | 2008年9月-2011年1月30日     |
| 伍錦霖         | 2012年4月1日-2014年8月31日  |
| 高永光         | 2014年9月1日-2016年12月31日 |
| 李繼玄（代理） | 2017年1月1日-2017年2月28日  |
| 李逸洋         | 2017年3月1日-2020年8月31日  |
| 周弘憲         | 2020年9月1日-2023年5月31日  |

### 公務人員退休撫卹基金管理局局長
依《公務人員退休撫卹基金管理局組織法》，局長職務列簡任第13職等。
| 姓名   | 任期                       |
| ------ | -------------------------- |
| 周志宏 | 2023年6月1日-2024年5月19日 |
| 陳銘賢 | 2024年5月20日-現任         |

## 外部連結
- 公務人員退休撫卹基金管理局 （页面存档备份，存于）